# FA Cup 2023-2024
La FA Cup 2023-2024 è la 143ª edizione della FA Cup, la più importante coppa nel calcio inglese e la competizione ad eliminazione diretta più antica del mondo. È sponsorizzata da Emirates.
Il Manchester City è la squadra campione in carica, avendo vinto il suo settimo titolo nell'edizione 2022-2023.

## Calendario
La competizione sarà composta dalle 92 squadre del sistema Football League (20 squadre della Premier League e 72 in totale dalla EFL Championship, EFL League One e EFL League Two) più le 32 squadre qualificate su 640 squadre del National League System (dal 5º al 10º livello del sistema calcio inglese) che inizieranno la competizione nei turni di qualificazione.
Tutti i turni sono stati estratti casualmente, di solito al termine del turno precedente o la sera dell'ultima partita in diretta televisiva di un turno in corso, a seconda dei diritti TV.
| Fase                    | Turno                           | Partite | Squadre | Squadre entrate | Premio squadra vincente | Premio squadra perdente | Campionati entranti                                                                                    |
| ----------------------- | ------------------------------- | ------- | ------- | --------------- | ----------------------- | ----------------------- | --- |
| Turni di qualificazione | Turno extra preliminare         | 208     | 416-208 | 416             | £1.125                  | £375                    | N&S&I Divisions One (95 club peggio piazzati), CC&HFL&SCEF&SSMFL, 10ª divisione (club meglio piazzati) |
| Turni di qualificazione | Turno preliminare               | 136     | 272-136 | 64              | £1.444                  | £481                    | N&S&I Divisions One                                                                                    |
| Turni di qualificazione | Primo turno di qualificazione   | 112     | 224-112 | 88              | £2.250                  | £750                    | N&S&I Premier Division                                                                                 |
| Turni di qualificazione | Secondo turno di qualificazione | 80      | 160-80  | 48              | £3.375                  | £1.125                  | National North & South                                                                                 |
| Turni di qualificazione | Terzo turno di qualificazione   | 40      | 80-40   |                 | £5.625                  | £1.875                  | |
| Turni di qualificazione | Quarto turno di qualificazione  | 32      | 64-32   | 24              | £9.375                  | £3.125                  | National League                                                                                        |
| Torneo principale       | Primo turno                     | 40      | 80 → 40 | 48              | £41.000                 |                         | Football League One, Football League Two                                                               |
| Torneo principale       | Secondo turno                   | 20      | 40 → 20 |                 | £67.000                 |                         | |
| Torneo principale       | Terzo turno                     | 32      | 64 → 32 | 44              | £105.000                |                         | Premier League, Football League Championship                                                           |
| Torneo principale       | Quarto turno                    | 16      | 32 → 16 |                 | £120.000                |                         | |
| Torneo principale       | Ottavi di finale                | 8       | 16 → 8  |                 | £225.000                |                         | |
| Torneo principale       | Quarti di finale                | 4       | 8 → 4   |                 | £450.000                |                         | |
| Torneo principale       | Semifinali                      | 2       | 4 → 2   |                 | £1.000.000              | £500.000                | |
| Torneo principale       | Finale                          | 1       | 2 → 1   |                 | £2.000.000              | £1.000.000              | |

## Turni di qualificazione
Le squadre che non sono membri né della Premier League né della English Football League gareggiano nei turni di qualificazione per assicurarsi uno dei 32 posti disponibili nel primo turno della fase finale.

## Fase finale
Il numero tra parentesi di fianco a ciascuna squadra indica il livello calcistico di appartenenza.

### Primo turno
Il sorteggio per il primo turno della fase finale si è tenuto il 15 ottobre 2023. A questo turno si sono qualificate tre squadre di ottava divisione, il campionato di livello più basso tuttora rappresentato nella manifestazione, vale a dire Cray Valley Paper Mills, Ramsgate e Sheppey Utd.
| Squadra 1             | Risultato | Squadra 2              |
| --------------------- | --------- | ---------------------- |
| 3 novembre 2023       |           |                        |
| Sheppey Utd (8)       | 1 - 4     | Walsall (4)            |
| Barnsley (3)          | 3 - 3     | Horsham (7)            |
| 4 novembre 2023       |           |                        |
| Northampton Town (3)  | 1 - 3     | Barrow (4)             |
| Curzon Ashton (6)     | 0 - 1     | Barnet (5)             |
| Alfreton Town (6)     | 2 - 0     | Worthing (6)           |
| Bolton (3)            | 4 - 0     | Solihull Moors (5)     |
| Exeter City (3)       | 0 - 2     | Wigan (3)              |
| Leyton Orient (3)     | 3 - 1     | Carlisle Utd (3)       |
| Hereford (6)          | 0 - 2     | Gillingham (4)         |
| Oxford Utd (3)        | 2 - 0     | Maidenhead Utd (5)     |
| Newport County (4)    | 2 - 0     | Oldham Athletic (5)    |
| Swindon Town (4)      | 4 - 7     | Aldershot Town (5)     |
| Marine (7)            | 1 - 5     | Harrogate Town (4)     |
| Port Vale (3)         | 0 - 0     | Burton Albion (3)      |
| Peterborough Utd (3)  | 2 - 2     | Salford City (4)       |
| Eastleigh (5)         | 5 - 1     | Boreham Wood (5)       |
| Bradford City (4)     | 1 - 2     | Wycombe (3)            |
| Shrewsbury Town (3)   | 3 - 2     | Colchester Utd         |
| Bristol Rovers (3)    | 7 - 2     | Whitby Town (7)        |
| Lincoln City (3)      | 1 - 2     | Morecambe (4)          |
| Sutton Utd (4)        | 2 - 1     | Fylde (5)              |
| Reading (3)           | 3 - 2     | MK Dons (4)            |
| Doncaster (4)         | 2 - 2     | Accrington Stanley (4) |
| Chester (6)           | 0 - 0     | York City (5)          |
| Scarborough Athl. (6) | 1 - 1     | Forest Green (4)       |
| Notts County (4)      | 3 - 2     | Crawley Town (4)       |
| Stockport County (4)  | 5 - 1     | Worksop Town (7)       |
| Yeovil Town (6)       | 3 - 2     | Gateshead (5)          |
| Stevenage (3)         | 4 - 3     | Tranmere (4)           |
| Chesham Utd (7)       | 0 - 2     | Maidstone Utd (6)      |
| AFC Wimbledon (4)     | 5 - 1     | Cheltenham Town (3)    |
| Cambridge Utd (3)     | 2 - 1     | Bracknell Town (7)     |
| Ramsgate (8)          | 2 - 1     | Woking (5)             |
| Bromley (5)           | 0 - 2     | Blackpool (3)          |
| Mansfield Town (4)    | 1 - 2     | Wrexham (4)            |
| 5 novembre 2023       |           |                        |
| Chesterfield (5)      | 1 - 0     | Portsmouth (3)         |
| Kidderminster (5)     | 1 - 2     | Fleetwood Town (3)     |
| Slough Town (6)       | 1 - 1     | Grimsby Town (4)       |
| Crewe Alexandra (4)   | 2 - 2     | Derby County (3)       |
| Charlton (3)          | 1 - 1     | Cray Valley PM (8)     |

#### Replay
| Squadra 1              | Risultato       | Squadra 2            |
| ---------------------- | --------------- | -------------------- |
| 14 novembre 2023       |                 |                      |
| Horsham (7)            | 3 - 0 (tav.)    | Barnsley (3)         |
| Burton Albion (3)      | 0 - 2           | Port Vale (3)        |
| Salford City (4)       | 4 - 4 (4-5 dtr) | Peterborough Utd (3) |
| Accrington Stanley (4) | 1 - 2 (dts)     | Doncaster (4)        |
| York City (5)          | 2 - 1           | Chester (6)          |
| Grimsby Town (4)       | 7 - 2           | Slough Town (6)      |
| Derby County (3)       | 1 - 3           | Crewe Alexandra (4)  |
| 15 novembre 2023       |                 |                      |
| Cray Valley PM (8)     | 1 - 6           | Charlton (3)         |
| 12 dicembre 2023       |                 |                      |
| Scarborough Athl. (4)  | 2 - 4           | Forest Green (6)     |

### Secondo turno
Il sorteggio del secondo turno si è tenuto il 5 novembre 2023. A questo turno si è qualificata una squadra di ottava divisione, il campionato di livello più basso tuttora rappresentato nella manifestazione, vale a dire il Ramsgate.
| Squadra 1            | Risultato | Squadra 2            |
| -------------------- | --------- | -------------------- |
| 1 dicembre 2023      |           |                      |
| Notts County (4)     | 2 - 3     | Shrewsbury Town (3)  |
| York City (5)        | 0 - 1     | Wigan (3)            |
| 2 dicembre 2023      |           |                      |
| Maidstone Utd (6)    | 2 - 1     | Barrow (4)           |
| Wycombe (3)          | 0 - 2     | Morecambe (4)        |
| Cambridge Utd (3)    | 4 - 0     | Fleetwood Town (3)   |
| Bolton (3)           | 5 - 1     | Harrogate Town (4)   |
| Peterborough Utd (3) | 2 - 1     | Doncaster (4)        |
| Gillingham (4)       | 2 - 0     | Charlton (3)         |
| Stevenage (3)        | 1 - 1     | Port Vale (3)        |
| Newport County (4)   | 1 - 1     | Barnet (5)           |
| Oxford Utd (3)       | 2 - 0     | Grimsby Town (4)     |
| Sutton Utd (4)       | 3 - 0     | Horsham (7)          |
| 3 dicembre 2023      |           |                      |
| Chesterfield (5)     | 1 - 0     | Leyton Orient (3)    |
| Aldershot Town (5)   | 2 - 2     | Stockport County (4) |
| Eastleigh (5)        | 2 - 1     | Reading (3)          |
| Wrexham (4)          | 3 - 0     | Yeovil Town (6)      |
| 4 dicembre 2023      |           |                      |
| AFC Wimbledon (4)    | 5 - 0     | Ramsgate (8)         |
| 5 dicembre 2023      |           |                      |
| Alfreton Town (6)    | 0 - 0     | Walsall (4)          |
| 12 dicembre 2023     |           |                      |
| Crewe Alexandra (4)  | 2 - 4     | Bristol Rovers (3)   |
| 19 dicembre 2023     |           |                      |
| Blackpool (3)        | 3 - 0     | Forest Green (4)     |

#### Replay
| Squadra 1            | Risultato       | Squadra 2          |
| -------------------- | --------------- | ------------------ |
| 12 dicembre 2023     |                 |                    |
| Port Vale (3)        | 3 - 3 (3-4 dtr) | Stevenage (3)      |
| Barnet (5)           | 1 - 4           | Newport County (4) |
| Walsall (4)          | 1 - 0           | Alfreton Town (6)  |
| 13 dicembre 2023     |                 |                    |
| Stockport County (4) | 0 - 1           | Aldershot Town (5) |

### Terzo turno
Il sorteggio del terzo turno si è tenuto il 3 dicembre 2023, con l'ingresso delle squadre militanti in Premier League e Football League Championship. A questo turno si è qualificata una squadra di sesta divisione, il campionato di livello più basso tuttora rappresentato nella manifestazione, vale a dire il Maidstone Utd.
| Squadra 1             | Risultato | Squadra 2             |
| --------------------- | --------- | --------------------- |
| 4 gennaio 2024        |           |                       |
| Crystal Palace (1)    | 0 - 0     | Everton (1)           |
| 5 gennaio 2024        |           |                       |
| Brentford (1)         | 1 - 1     | Wolverhampton (1)     |
| Fulham (1)            | 1 - 0     | Rotherham Utd (2)     |
| Tottenham (1)         | 1 - 0     | Burnley (1)           |
| 6 gennaio 2024        |           |                       |
| AFC Wimbledon (4)     | 1 - 3     | Ipswich Town (2)      |
| Millwall (2)          | 2 - 3     | Leicester City (2)    |
| Coventry City (2)     | 6 - 2     | Oxford Utd (3)        |
| Maidstone Utd (6)     | 1 - 0     | Stevenage (3)         |
| Sunderland (2)        | 0 - 3     | Newcastle Utd (1)     |
| Stoke City (2)        | 2 - 4     | Brighton (1)          |
| Norwich City (2)      | 1 - 1     | Bristol Rovers (3)    |
| Southampton (2)       | 4 - 0     | Walsall (4)           |
| Watford (2)           | 2 - 1     | Chesterfield (5)      |
| Blackburn (2)         | 5 - 2     | Cambridge Utd (3)     |
| Gillingham (4)        | 0 - 4     | Sheffield Utd (1)     |
| QPR (2)               | 2 - 3     | Bournemouth (1)       |
| Plymouth (2)          | 3 - 1     | Sutton Utd (4)        |
| Newport County (4)    | 1 - 1     | Eastleigh (5)         |
| Hull City (2)         | 1 - 1     | Birmingham City (2)   |
| Sheffield Weds (2)    | 4 - 0     | Cardiff City (2)      |
| Middlesbrough (2)     | 0 - 1     | Aston Villa (1)       |
| Swansea City (2)      | 2 - 0     | Morecambe (4)         |
| Chelsea (1)           | 4 - 0     | Preston N.E. (2)      |
| 7 gennaio 2024        |           |                       |
| Luton Town (1)        | 0 - 0     | Bolton (3)            |
| Shrewsbury Town (3)   | 0 - 1     | Wrexham (4)           |
| West Ham Utd (1)      | 1 - 1     | Bristol City (2)      |
| West Bromwich (2)     | 4 - 1     | Aldershot Town (5)    |
| Peterborough Utd (3)  | 0 - 3     | Leeds Utd (2)         |
| Nottingham Forest (1) | 2 - 2     | Blackpool (3)         |
| Manchester City (1)   | 5 - 0     | Huddersfield Town (2) |
| Arsenal (1)           | 0 - 2     | Liverpool (1)         |
| 8 gennaio 2024        |           |                       |
| Wigan (3)             | 0 - 2     | Manchester Utd (1)    |

#### Replay
| Squadra 1           | Risultato   | Squadra 2             |
| ------------------- | ----------- | --------------------- |
| 16 gennaio 2024     |             |                       |
| Wolverhampton (1)   | 3 - 2 (dts) | Brentford (1)         |
| Eastleigh (5)       | 1 - 3       | Newport County (4)    |
| Birmingham City (2) | 2 - 1       | Hull City (2)         |
| Bolton (3)          | 1 - 2       | Luton Town (1)        |
| Bristol City (2)    | 1 - 0       | West Ham Utd (1)      |
| 17 gennaio 2024     |             |                       |
| Blackpool (3)       | 2 - 3 (dts) | Nottingham Forest (1) |
| Bristol Rovers (3)  | 1 - 3       | Norwich City (2)      |
| Everton (1)         | 1 - 0       | Crystal Palace (1)    |

### Quarto turno
Il sorteggio del quarto turno si è tenuto l'8 gennaio 2024. A questo turno si è qualificata una squadra di sesta divisione, il campionato di livello più basso tuttora rappresentato nella manifestazione, vale a dire il Maidstone Utd.
| Squadra 1          | Risultato | Squadra 2             |
| ------------------ | --------- | --------------------- |
| 25 gennaio 2024    |           |                       |
| Bournemouth (1)    | 5 - 0     | Swansea City (2)      |
| 26 gennaio 2024    |           |                       |
| Bristol City (2)   | 0 - 0     | Nottingham Forest (1) |
| Sheffield Weds (2) | 1 - 1     | Coventry City (2)     |
| Chelsea (1)        | 0 - 0     | Aston Villa (1)       |
| Tottenham (1)      | 0 - 1     | Manchester City (1)   |
| 27 gennaio 2024    |           |                       |
| Ipswich Town (2)   | 1 - 2     | Maidstone Utd (6)     |
| Leicester City (2) | 3 - 0     | Birmingham City (2)   |
| Leeds Utd (2)      | 1 - 1     | Plymouth (2)          |
| Everton (1)        | 1 - 2     | Luton Town (1)        |
| Sheffield Utd (1)  | 2 - 5     | Brighton (1)          |
| Fulham (1)         | 0 - 2     | Newcastle Utd (1)     |
| 28 gennaio 2024    |           |                       |
| West Bromwich (2)  | 0 - 2     | Wolverhampton (1)     |
| Watford (2)        | 1 - 1     | Southampton (2)       |
| Liverpool (1)      | 5 - 2     | Norwich City (2)      |
| Newport County (4) | 2 - 4     | Manchester Utd (1)    |
| 29 gennaio 2024    |           |                       |
| Blackburn (2)      | 4 - 1     | Wrexham (4)           |

#### Replay
| Squadra 1             | Risultato       | Squadra 2          |
| --------------------- | --------------- | ------------------ |
| 6 febbraio 2024       |                 |                    |
| Coventry City (2)     | 4 - 1           | Sheffield Weds (2) |
| Plymouth (2)          | 1 - 4 (dts)     | Leeds Utd (2)      |
| Southampton (2)       | 3 - 0           | Watford (2)        |
| 7 febbraio 2024       |                 |                    |
| Nottingham Forest (1) | 1 - 1 (5-3 dtr) | Bristol City (2)   |
| Aston Villa (1)       | 1 - 3           | Chelsea (1)        |

### Quinto turno
Il sorteggio si è svolto il 28 gennaio 2024. A questo turno si è qualificato il Maidstone United dalla sesta divisione, il campionato di livello più basso fin qui rappresentato.
| Squadra 1             | Risultato       | Squadra 2           |
| --------------------- | --------------- | ------------------- |
| 26 febbraio 2024      |                 |                     |
| Coventry City (2)     | 5 - 0           | Maidstone Utd (6)   |
| 27 febbraio 2024      |                 |                     |
| Bournemouth (1)       | 0 - 1 (dts)     | Leicester City (2)  |
| Blackburn (2)         | 1 - 1 (3-4 dtr) | Newcastle Utd (1)   |
| Luton Town (1)        | 2 - 6           | Manchester City (1) |
| 28 febbraio 2024      |                 |                     |
| Wolverhampton (1)     | 1 - 0           | Brighton (1)        |
| Nottingham Forest (1) | 0 - 1           | Manchester Utd (1)  |
| Liverpool (1)         | 3 - 0           | Southampton (2)     |
| Chelsea (1)           | 3 - 2           | Leeds Utd (2)       |

### Quarti di finale
Il sorteggio si è svolto il 28 febbraio 2024. A questo turno si sono qualificate Coventry City e Leicester City dalla Championship, ovvero le squadre di livello più basso ancora in gara.
| Squadra 1           | Risultato   | Squadra 2          |
| ------------------- | ----------- | ------------------ |
| 16 marzo 2024       |             |                    |
| Wolverhampton (1)   | 2 - 3       | Coventry City (2)  |
| Manchester City (1) | 2 - 0       | Newcastle Utd (1)  |
| 17 marzo 2024       |             |                    |
| Chelsea (1)         | 4 - 2       | Leicester City (2) |
| Manchester Utd (1)  | 4 - 3 (dts) | Liverpool (1)      |

### Semifinali
Il sorteggio si è svolto il 17 marzo 2024. A questo turno si è qualificato il Coventry City dalla Championship, il campionato di livello più basso fin qui rappresentato nella competizione. Il Manchester United migliora il proprio record con 32 apparizioni nelle semifinali della competizione, mentre il Manchester City stabilisce il record di semifinali consecutive raggiunte, a quota 6. Entrambe le sfide di questo turno si svolgono allo Stadio di Wembley.
| Squadra 1           | Risultato       | Squadra 2          |
| ------------------- | --------------- | ------------------ |
| 20 aprile 2024      |                 |                    |
| Manchester City (1) | 1 - 0           | Chelsea (1)        |
| 21 aprile 2024      |                 |                    |
| Coventry City (2)   | 3 - 3 (2-4 dtr) | Manchester Utd (1) |

### Finale
| Arbitro: | A. Madley |

|          |           |                         |
| Doku 87’ | Marcatori | 30’ Garnacho 39’ Mainoo |

| Manchester City | Manchester United |

| P             | 18 | Stefan Ortega   |       |     |
| D             | 2  | Kyle Walker ()  |       |     |
| D             | 5  | John Stones     |       |     |
| D             | 6  | Nathan Aké      |       | 46’ |
| D             | 24 | Joško Gvardiol  |       |     |
| C             | 16 | Rodri           |       |     |
| C             | 8  | Mateo Kovačić   |       | 46’ |
| A             | 20 | Bernardo Silva  |       |     |
| TRQ           | 17 | Kevin De Bruyne |       | 56’ |
| A             | 47 | Phil Foden      |       |     |
| A             | 9  | Erling Haaland  |       |     |
| Riserve:      |    |                 |       |     |
| P             | 33 | Scott Carson    |       |     |
| D             | 3  | Rúben Dias      |       |     |
| D             | 25 | Manuel Akanji   |       | 46’ |
| D             | 82 | Rico Lewis      |       |     |
| C             | 10 | Jack Grealish   |       |     |
| C             | 11 | Jérémy Doku     |       | 46’ |
| C             | 27 | Matheus Nunes   |       |     |
| C             | 52 | Oscar Bobb      |       |     |
| A             | 19 | Julián Álvarez  | 90+7’ | 56’ |
| Allenatore:   |    |                 |       |     |
| Pep Guardiola |    |                 |       |     |

| P            | 24 | André Onana        |       |       |
| D            | 29 | Aaron Wan-Bissaka  |       |       |
| D            | 19 | Raphaël Varane     |       |       |
| D            | 6  | Lisandro Martínez  |       | 73’   |
| D            | 20 | Diogo Dalot        |       |       |
| C            | 37 | Kobbie Mainoo      | 45’   |       |
| C            | 4  | Sofyan Amrabat     |       |       |
| C            | 17 | Alejandro Garnacho |       | 90+3’ |
| A            | 10 | Marcus Rashford    |       | 74’   |
| A            | 8  | Bruno Fernandes () |       |       |
| A            | 39 | Scott McTominay    | 90+5’ | 90+3’ |
| Riserve:     |    |                    |       |       |
| P            | 1  | Altay Bayındır     |       |       |
| D            | 2  | Victor Lindelöf    |       | 90+3’ |
| D            | 35 | Jonny Evans        |       | 73’   |
| D            | 53 | Willy Kambwala     |       |       |
| C            | 7  | Mason Mount        |       | 90+3’ |
| C            | 14 | Christian Eriksen  |       |       |
| C            | 16 | Amad Diallo        |       |       |
| A            | 11 | Rasmus Højlund     |       | 74’   |
| A            | 21 | Antony             |       |       |
| Allenatore:  |    |                    |       |       |
| Erik ten Hag |    |                    |       |       |

## Classifica marcatori
Aggiornata al 17 marzo 2024.
| Gol |  |  | Giocatore           | Squadra         |
| --- |  |  | ------------------- | --------------- |
| 6   |  |  | Sammie Szmodics     | Blackburn       |
| 5   |  |  | Joao Pedro          | Brighton        |
| 5   |  |  | Erling Haaland      | Manchester City |
| 5   |  |  | Ellis Simms         | Coventry        |
| 4   |  |  | Kyle Wootton        | Stockport       |
| 3   |  |  | Josh Stokes         | Aldershot       |
| 3   |  |  | Ali Al-Hamadi       | Wimbledon       |
| 3   |  |  | Jack Barham         | Aldershot       |
| 3   |  |  | Chris Maguire       | Eastleigh       |
| 3   |  |  | Sam Corne           | Maidstone Utd   |
| 3   |  |  | Shane McLoughlin    | Newport         |
| 3   |  |  | Billy Bodin         | Oxford United   |
| 3   |  |  | Jon Dadi Bodvarsson | Bolton          |
| 3   |  |  | Ryan Bowman         | Shrewsbury      |
| 3   |  |  | Paul McCallum       | Eastleigh       |
| 3   |  |  | Jamie Reid          | Stevenage       |
| 3   |  |  | Aaron Rowe          | Crewe Alexandra |
| 3   |  |  | William Osula       | Sheffield Utd   |
| 3   |  |  | Lorent Tolaj        | Aldershot Town  |